# René Pignères
René Pignères, né le 19 mars 1905 à Cahors (Lot) et mort le 9 novembre 1973  à Neuilly-sur-Seine, est un producteur de cinéma français.

## Biographie
René Pignères est un distributeur français. Il crée la Société nouvelle de cinématographie en 1934. Il participe au tournage du film Le Gendarme de Saint-Tropez de Jean Girault avec Louis de Funès.

## Filmographie sélective

### Comme producteur
- Le Secret d'Hélène Marimon de Henri Calef
- Le Gendarme de Saint-Tropez de Jean Girault
- Le Gendarme à New York de Jean Girault
- Les Aventuriers de Robert Enrico
- Le gendarme se marie de Jean Girault
- La Horse de Pierre Granier-Deferre
- Le Gendarme en balade de Jean Girault
- La Liberté en croupe de Édouard Molinaro
- Les Feux de la Chandeleur de Serge Korber
- Le Bar de la fourche d'Alain Levent
- Les Aventures de Rabbi Jacob de Gérard Oury

### Comme Distributeur
- 1965 : Pierrot le fou, de Jean-Luc Godard
- 1966 : Suzanne Simonin, la Religieuse de Diderot, de Jacques Rivette
- 1966 : La Ligne de démarcation, de Claude Chabrol
- 1966 : Objectif 500 millions, de Pierre Schoendoerffer